# Церковь Святой Анны (Аруба)
Церковь Святой Анны — культовое религиозное сооружение, расположенное на острове Аруба. Находится в подчинении у Римско-католической конфессии. Во время урагана 25 августа 2011 года здание получило масштабные повреждения и длительное время было закрыто на ремонт. На данный момент Церковь Святой Анны проводит регулярные церемонии и открыта для посещения.

## История
Изначально, единственным религиозным культовым сооружением на острове Аруба была — часовня Альто-Виста. Ввиду эпидемии чумы, поразившей поселение, к 1816 большинство жителей бежало в северную часть острова — Ноорд. После этого возникла надобность в сооружении для проведения религиозных церемоний. Было принято решение о строительстве церкви и выборе её покровительницы — Святой Анны. Алтарь был выполнен из дуба, который кораблями доставили из Голландии в 1776 году. Francisca Henriques Lacle[уточнить], жительница Арубы и директор школы для девочек, начала кампанию по сбору средств для восстановления разрушенной часовни Альто-Виста и внутреннего убранства для церкви Святой Анны. Местные жители принимали активное участие в этом мероприятии. К 1950 году было собрано около 5000 флоринов после чего Francisca Henriques Lacle уехала в Нидерланды, где под её руководством на заказ была выполнена статуя Девы Марии в полный рост. Через год статуя была доставлена на остров Аруба и помещена в церковь Святой Анны. В 1954 году статуя Девы Марии была украшена золотой короной и 78 драгоценными камнями, которые были изготовлены на пожертвования жителей острова. В 1997 году статуя была разрушена в результате нападения женщины. Также, в церкви Святой Анны хранится 200-летний алтарный крест, который ранее был размещен на алтаре часовни Альто-Виста.
Во время разрушительного урагана, который обрушился на остров Аруба 25 августа 2011 была повреждена Церковь Святой Анны. Из-за существенного урона, все религиозные церемонии были отменены, а само здание длительное время находилось на реконструкции.

## Описание
Церковь была построена в голландском архитектурном стиле. Отличается массивными перекрытиями, внутренняя отделка выполнена из дуба, которую изготовили в Нидерландах и доставили на остров на кораблях.